# Гіла-Рівер (індіанська резервація)
Гіла-Рівер (англ. Gila River Indian Community) — індіанська резервація в округах Марікопа і Пінал, штат Аризона, США. 

## Демографія
Станом на липень 2007 в резервації мешкало 14341 осіб. 
Чоловіків — 6770 (47.2 %);

Жінок — 7571 (52.8 %).
Медіанний вік жителів: 23.3 років;
по Аризоні: 34.2 років.

### Доходи
Розрахунковий медіанний дохід домогосподарства в 2009 році: $26,902 (у 2000: $19,746);
по Аризоні: $48,745.
Розрахунковий дохід на душу населення в 2009 році: : $8,111.
Безробітні: 25.5 %.

### Освіта
Серед населення 25 років і старше: 
Середня освіта або вище: 54.0 %;

Ступінь бакалавра або вище: 1.3 %;

Вища або спеціальна освіта: 0.6 %.

### Расова / етнічна приналежність
Індіанців — 7,289 (84.8 %);

 Латиноамериканців — 774 (9.0 %);

 Білих — 336 (3.9 %);

 Відносять себе до 2-х або більше рас — 146 (1.7 %);

 Інші — 23 (0.3 %);

 Афроамериканців — 20 (0.2 %);

 Корінних жителів Гавайських островів та інших островів Тихого океану — 2 (0.02 %);

 Азіатів — 1 (0.01 %);

## Нерухомість
Розрахункова медіанна вартість будинку або квартири в 2009 році: $72,964 (у 2000: $40,400);
по Аризоні: $187,700.